# Cláudia Silva
Cláudia Bueno da Silva est une joueuse brésilienne de volley-ball née le 21 septembre 1987 à São Caetano do Sul (São Paulo). Elle mesure 1,82 m et joue au poste de passeuse. Elle totalise 12 sélections en équipe du Brésil.

## Clubs
| Club                    | De        | À         |
| ----------------------- | --------- | --------- |
| São Caetano             | 2004-2005 | 2007-2008 |
| Praia Clube             | 2008-2009 | 2009-2010 |
| Minas Tênis Clube       | 2010-2011 | 2012-2013 |
| Campinas Voleibol Clube | 2013-2014 | 2013-2014 |
| Sesi-SP                 | 2014-2015 | 2014-2015 |
| Praia Clube             | 2015-2016 | 2017-2018 |
| Osasco Voleibol Clube   | 2018-2019 | 2018-2019 |
| Praia Clube             | 2019-2020 | …         |

## Palmarès

### Équipe nationale
- Championnat d'Amérique du Sud  des moins de 20 ans
  - Vainqueur : 2004.
- Coupe panaméricaine
  - Finaliste : 2012.
- Grand Prix Mondial
  - Vainqueur : 2013.
- World Grand Champions Cup
  - Vainqueur : 2013.

### Clubs
- Championnat du Brésil
  - Vainqueur : 2018.
  - Finaliste : 2016.
- Coupe du Brésil
  - Finaliste : 2015, 2016, 2018, 2020.
- Supercoupe du Brésil
  - Vainqueur : 2019.
  - Finaliste : 2016, 2018.
- Championnat sud-américain des clubs
  - Finaliste : 2017, 2020.